# Federico Uhrbach
Federico Uhrbach y Campuzano (Matanzas, 1873-La Habana, 1932) fue un poeta cubano.

## Biografía
Nació el 1 de octubre de 1873 en Matanzas, hermano del también poeta Carlos Pío Uhrbach y Campuzano. Empezó su vida literaria hacia 1893, colaborando en La Habana Elegante y en El Fígaro. Julián del Casal, a quien admiraban los hermanos Uhrbach, publicó los primeros versos de Federico. En 1894 publicó con su hermano Carlos Pío su primer libro de poesías Gemelas, y más tarde, en los Estados Unidos colaboró con la causa independentista.
Formó parte en la redacción de El Fígaro y de Patria, dirigida entonces por E. José Varona y más adelante también en las de Heraldo de Cuba y La Nación. En el libro Oro, publicado en 1907, reunió a la de su hermano su obra poética. En mayo de 1908 el Ateneo y Círculo de la Habana premió en esos Juegos Florales su poema "Amor de ensueño y de romanticismo" y además su composición lírica "Psiquis". En la Exposición Nacional de La Habana de 1911 su obra literaria obtuvo la medalla de oro. En 1916, reunió en Resurrección muchas otras de sus composiciones.  Preparó el volumen de versos El dolor de la vida y fue autor también del libreto de la ópera lírica Dolorosa, con música de Eduardo Sánchez de Fuente.
Miembro de la Academia Nacional de Artes y Letras y miembro Correspondiente de varios Congresos Internacionales, se desempeñó como inspector de Instrucción Pública y hacia finales de la década de 1910 era jefe de la Oficina de la Propiedad Intelectual. Falleció el 31 de julio de 1932 en La Habana.